# Selle (Schelde)

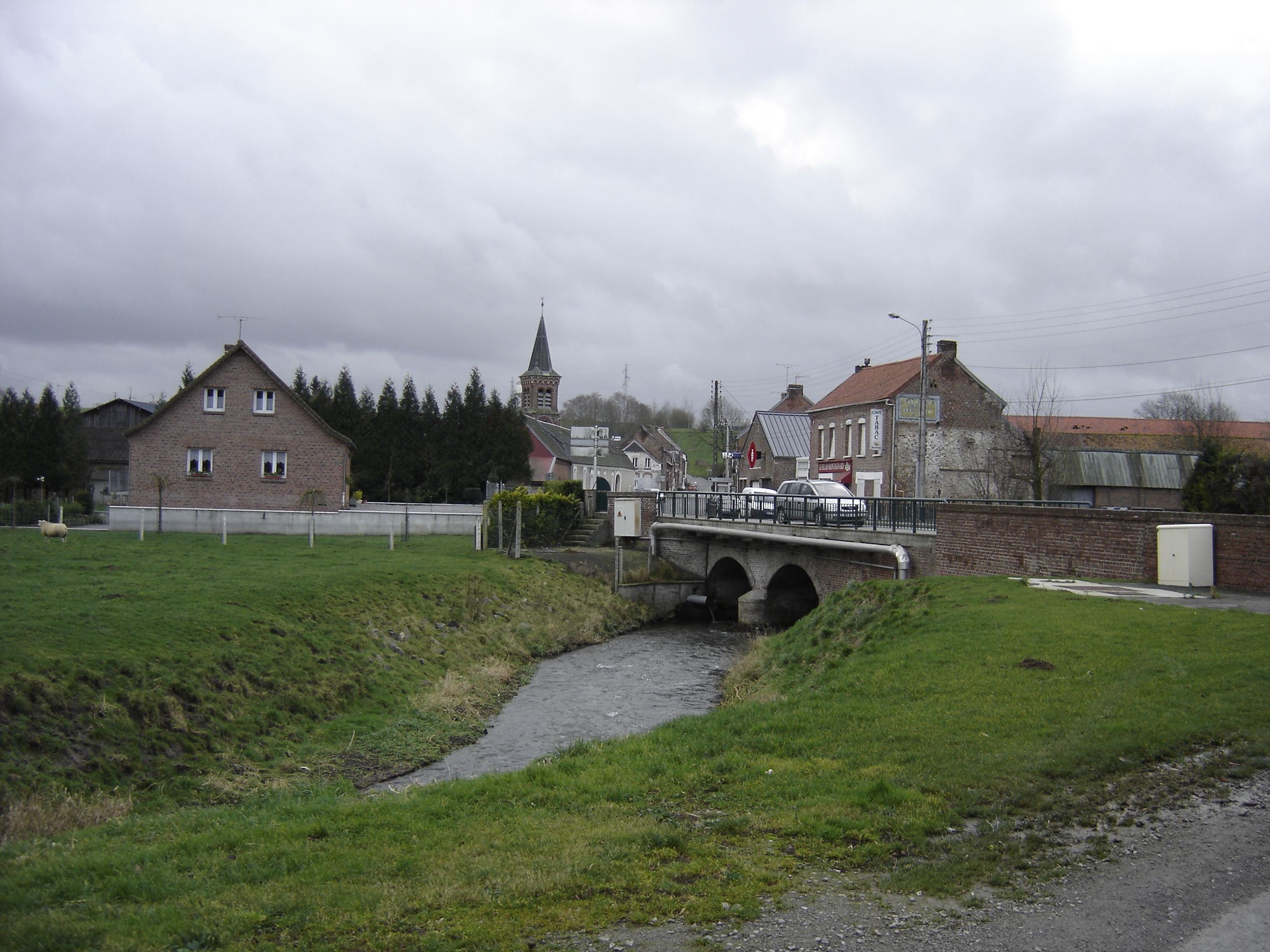
De Selle in Montay.

De Selle is een rivier van het Scheldebekken in Frankrijk. Ze ontspringt te Molain (departement Aisne) en mondt uit in de Schelde (linkeroever) te Denain (Noorderdepartement), na een loop van 45 kilometer.
Deze kleine rivier wordt geïdentificeerd met de Sabis, die wordt genoemd in De bello Gallico van Caesar. Achter de Sabis lagen de Nerviërs met hun bondgenoten in hinderlaag en vielen Caesar onverhoeds aan. De plaats van het treffen wordt sinds de vorsingen van Turquin geplaatst te Saulzoir, waar een belangrijke voor-Romeinse weg de rivier kruiste. De etymologische ontwikkeling van "Sabis" naar "Selle" is goed gedocumenteerd: van Caesars "Sabis" via "Save" (706), "Seva" (964) en het dertiende-eeuwse "Sevelle" naar "Seelle" in 1476.
Hoewel de wetenschap de identificatie van de Sabis met de Selle sinds de jaren vijftig aanvaardt, worden nog sporadisch alternatieve identificaties verdedigd. Raoul Verdière stelde in 1975 de Schelde voor. Hans Rombaut gaf in 2006 als alternatief de Samme, een klein riviertje in België in de nabijheid van La Louvière. Verschillende auteurs stelden op hun beurt deze identificatie in vraag. De discussie leefde meer in de blogosfeer dan in de wetenschap, die vasthoudt aan de identificatie van de Sabis met de Selle.

## Voetnoten
1. ↑  M.-A. Arnould, "La bataille du Sabis (57 avant notre ère)", in: Revue Belge de philologie et d'histoire 20 (1941), blz. 29-106.
2. ↑  P. Turquin, "La bataille de la Selle (du Sabis) en l'an 57 avant J.-C.", in: Les études classiques 23 (1955), blz. 113-154.
3. ↑  Jules Herbillon, "Du Sabis de César à la Selles de Froissart" in: Revue belge de philologie et d'histoire, 55(1977), 51-55. Jona Lendering, Spijkers op laag water. Vijftig misverstanden over de Oudheid (2009) blz. 42-43.
4. ↑  Raoul Verdière, "Bataille du Sabis, bataille du Scaldis ou bataille du Sabis-Scaldis?", in: Revue belge de philologie et d'histoire, 53(1975), 48-58. Antwoord van Jules Herbillon, "Du Sabis de César à la Selles de Froissart", in: Revue belge de philologie et d'histoire, 55(1977), 51-55.
5. ↑  H. Rombaut, Julius Caesar in België, Wetteren, 2006, blz. 37-48.
6. ↑  Guido Cuyt, ‘Geef aan Caesar wat Caesar toekomt…’, in: AVRA-bulletin 7 (2006); Jona Lendering, Spijkers op laag water. Vijftig misverstanden over de Oudheid (2009) blz. 42-43.
7. ↑  Bijvoorbeeld Rombauts eigen bijdrage en een weerlegging door Armand Sermon.[dode link]